# 刘耀珪
刘耀珪，清朝人，是一名清朝政治人物。
刘耀珪曾于1750年接替张龄丰任青浦县知县一职，1751年由熊晋接任。